# Pentangle
Pentangle es una banda de folk rock británica. El grupo original fue activo durante los años 60 y principios de los 70. Sucesivas reencarnaciones y reapariciones de los mismos han permanecido hasta nuestros días. La formación original la componían Jacqui McShee, voces; John Renbourn, guitarra, y Bert Jansch, guitarra Danny Thompson, contrabajo y Terry Cox, batería.
El nombre fue elegido para representar a los cinco miembros de la banda.
En 2007 los miembros originales se reunieron para recibir un premio a su vida musical en los Premios Folk de la Radio 2 de la BBC y para grabar un corto concierto en la propia BBC radio.

## Historia

### Primera formación
El grupo original se formó en 1967. Renbourn y Jansch ya eran populares músicos de folk con sus respectivas carreras discográficas en solitario, e incluso con un álbum en común titulado Bert And John. Su forma de tocar característica, con estructuras complejas e interdependientes, se vino a denominar folk barroco y ya se había manifestado en su disco conjunto.
Jacqui McShee había comenzado su (todavía no pagada) profesión de cantante por los clubes de Londres y, por entonces, en 1965 actuaba en el Red Lion de Sutton, Surrey, donde había conocido a Renbourn y Jansch. Ella cantó en un tema del disco Another Monday, de John Renbourn, y cantó con él en su debut, en agosto de 1966.
Danny Thompson y Terry Cox ya eran músicos de jazz conocidos y habían tocado juntos en la banda de Alexis Korner. En 1966 ambos pasaron a ser miembros de la banda de Duffy Power, un grupo en que también estuvo John McLaughlin a la guitarra eléctrica. Thompson ya era conocido por John Renbourn por haber trabajado con él.
En 1967 el empresario escocés Bruce Dunnett, que había organizado recientemente una gira para Jansch, organizó una Noche para Renbourn y él en el Horseshoe Hotel en, Tottenham Court Road. McShee comenzó a colaborar con ellos como vocalista y, para marzo de ese mismo año, Thompson y Cox ya formaban parte de la banda.
Aunque era considerada una banda de folk, cada miembro tenía sus particulares afinidades e influencias: McShee, por la música tradicional; Cox y Thompson amaban el jazz; Renbourn se sentía atraído por la música barroca y del Renacimiento, y, finalmente, Jansch por el blues y por autores contemporáneos como Bob Dylan.

### Éxito Comercial
La primera aparición en público fue en un concierto, en el que se agotaron todas las entradas, en el Royal Festival Hall, el 27 de mayo de 1967. Más tarde, en ese mismo año, realizarían una gira por Dinamarca (erróneamente presentados como banda de rock'n'roll) y uno más corto por el Reino Unido, organizado por Nathan Joseph, de Trasatlantic Records. Para entonces habían cortado con Bruce Dunnett y habían escogido como mánager a Jo Lusting. 
Firmaron un contrato con Transatlantic Records y su álbum homónimo de debut fue publicado en mayo de 1968. Este álbum totalmente acústico fue producido por Shel Talmy, conocido por emplear una innovadora forma de grabar las guitarras acústicas con sonido muy brillante, casi como de campanas. Poco después sacaron junto con otros artistas el álbum promocional del sello Transatlantic Records Listen Here!. El 29 de junio de ese año tocaron en directo en el Royal Albert Hall de Londres, actuación de la que extraerían partes para publicar en su siguiente y segundo disco Sweet Child. Este disco doble, publicado en noviembre de 1968, incluye grabaciones de estudio junto con otras en directo, y es considerado como el cenit de su capacidad creativa.
Basket of Light, en 1969, sería su gran éxito comercial, gracias al single Light Flight popularizado por usarse como tema musical en una serie de televisión titulada Take Three Girls (el primer dramático de la BBC emitido en color).
Para 1970 la banda ya estaba en la cumbre de la fama, grabando la banda sonora de la película Tam Lin, apareciendo en televisión y realizando giras por el Reino Unido y Estados Unidos, incluyendo el festival de la Isla de Wight y el Carnegie Hall estadounidense.
Por el contrario, su cuarto álbum, Cruel Sister, publicado en octubre de 1970 fue un total desastre comercial. Era un disco con canciones tradicionales que incluía el largo tema (20 minutos) Jack Orion grabado previamente a dúo por Jansch y Renbourn.

### Declive
La banda volvió a mezclar material tradicional con original en su siguiente disco, Reflection, grabado en marzo de 1971. Esto fue recibido positivamente, pero sin gran entusiasmo, por la prensa especializada. Para entonces las tensiones producidas al realizar giras y trabajar durante mucho tiempo juntos empezaban a aflorar. Acabaron yéndose de mala manera de Transatlantic, con graves disputas contractuales con la compañía y su mánager, y terminaron creando su propio sello: Swiggeroux Music, en 1971.
El último disco de los Pentangle originales fue Solomon's Seal, publicado por Warner/Reprise Records en 1972. Promocionaron el disco con una gira por el Reino Unido, en la cual estuvieron apoyados por Wizz Jones y la banda de Clive Palmer llamada COB. Las últimas fechas de la gira tuvieron que ser canceladas debido a enfermedad de Thompson.
Con New Year's Day, en 1973, Jansch decidió dejar la banda. La revista Melody Maker abrió su edición con el titular: "Pentangle se disuelve".
En España se publicarían todos sus discos a finales de los 70 en el sello Guimbarda/CFE.

### Reencarnaciones
A principios de 1980, se planificó una nueva reunión de la banda.
Para entonces Jansch y Renbourn ya habían rehecho sus carreras en solitario, McShee tenía una joven familia, Thompson trabajaba principalmente como músico de estudio y Cox regentaba un restaurante en Menorca. El remozado Pentangle debutó en 1982, en el Cambridge Folk Festival, pero les faltó el batería, ya que Cox se había roto una pierna en un accidente de carretera. Completaron una gira por Italia, Australia y algunas citas en Alemania.
Renbourn dejó la banda para dedicarse a su deseo de estudiar guitarra clásica, entrando en la Darlington College of Arts. Luego siguieron una serie de cambios en los componentes del grupo, incluyendo el violinista Mike Piggott, Nigel Portman Smith a los teclados y el bajo, y Peter Kirtley a las guitarras, de tal forma que solo McShee y Jansch fueron los únicos miembros de la formación original que perduraron.
Gerry Conway, que ya había trabajado con Fotheringay, Cat Stevens, Jethro Tull, Richard Thompson y John Martyn, se encargó de la batería y la percusión, en 1987. Esta formación, compuesta por Jansch, McShee, Portman Smith, Kirtley y Conway, duró casi tanto como la formación original y grabó tres discos: Think of Tomorrow, One More Road y Live 1994. Completó su gira final entre marzo y abril de 1995 y, tras la misma, Jansch dejó el grupo para seguir su carrera en solitario.

## El Pentangle de Jacqui McShee
En 1995, Jacqui McShee formó un trío con Conway a la percusión y Spencer Cozens a los teclados. El primer álbum del trío fue About Thyme, con las participaciones de Ralph McTell, Albert Lee, Mike Manieri y John Martyn. El disco alcanzó el top de las clasificaciones folk de la revista británica ROOTS. El álbum se publicó en su propio sello: GJS.
La nueva formación tocó regularmente en los locales del circuito. Su concierto en Chipping Norton (Oxfordshire) fue grabado y publicado por Park Records bajo el título de At the Little Theatre. El disco resalta el virtuosismo de improvisación de la banda y su mezcla de jazz y folk.
En agosto de 2002, el saxofonista Jerry Underwood murió de enfermedad. Su lugar fue ocupado por Gary Foote, en 2004. Este Pentangle continuó de gira en 2006 y se anunciaron fechas de actuaciones del grupo en Reino Unido en 2007 y en Europa, recalando en ciudades españolas como Bilbao.

## Discografía

### Sencillos
- Travellin' Song/Mirage (1968) GB S BigT B1G109
- Let No Man Steal Your Thyme/ Way Behind The Sun (1968) (Reprise 0784)
- Once I Had A Sweetheart/ I Saw an Angel (1969) Transatlantic BIG124 UK #46
- Light Flight/Cold Mountain (1970) Transatlantic BIG128 UK #43
- Light Flight/Cold Mountain (1970) UK #45 - re-entry
- Play the Game/ Saturday Movie (1986) UK Making Waves SURF 107
- Set Me Free/ Come To Me Easy (1986) UK Making Waves SURF 121

### Álbumes
- The Pentangle — 1968 (Trasanlantic)
- Sweet Child — 1968 (Trasanlantic) (Doble, un disco en directo y otro en estudio)
- Basket of Light — 1969 (Trasanlantic)
- Cruel Sister — 1970 (Trasanlantic)
- Reflection — 1971 (Trasanlantic)
- Solomon's Seal — 1972 (Trasanlantic)
- Open the Door — 1985
- In The Round — 1986
- So Early In The Spring — 1989

### Jansch/McShee/Kirtley/Portman Smith/Conway
- Think of Tomorrow — 1991
- One More Road — 1993
- Live 1994 — 1995

### Jacqui McShee's Pentangle
- Feoffees' Lands — 2005

### Recopilatorios
- History Book - 1972
- Pentangling - 1973
- The Pentangle Collection - 1975
- Anthology - 1978
- At Their Best - 1983
- Essential Vol 1 - 1987
- Essential Vol 2 - 1987
- Collection - 1988
- Anniversary - 1992
- People On The Highway 1968 - 1971 - 1992
- Light Flight - 1997
- The Pentangle Family - 2000
- Light Flight: The Anthology - 2001

- Datos: Q1427551
- Multimedia: Pentangle (band) / Q1427551